# Galeruca luctuosa
Galeruca luctuosa (лат.) — вид листоедов (Chrysomelidae) из подсемейства козявок (Galerucinae).

## Описание
Длина тела жуков 7,0—11,0 мм. Рёбра на надкрыльях как правило отсутствуют. Израедка иеются, но едва заметны. Ноги в черноватых волосках. Близким видом является Galeruca improvisa.

## Распространение
Распространён в северной Испании и южной Франции.